# Inmigración libanesa en Ecuador
La inmigración libanesa en Ecuador comenzó en 1875. Son mayoritariamente comerciantes, pero han destacado también en otros ámbitos tales como el político.

## Historia
La migración de Líbano a Ecuador comenzó en 1875. 
Los primeros migrantes libaneses tendían a trabajar como vendedores ambulantes independientes, y no como trabajadores asalariados en la agricultura o en las demás empresas ecuatorianas.
A pesar de que emigraron para escapar de la opresión otomana, fueron llamados "turcos" por los ecuatorianos, ya que llevaban pasaportes otomanos.
Hubo más olas de inmigración en la primera mitad del siglo XX, en 1930, había 577 inmigrantes libaneses y 489 de sus descendientes residentes en el país, principalmente en Quito y Guayaquil.

## Demografía
El número de los descendientes de libaneses en el Ecuador no es demasiado claro. Una estimación de 1982 del Ministerio libanés de Asuntos Exteriores declaró 20 000, mientras que otra estimación privada a partir de 1986 lo puso tan alto como 97 500, residiendo principalmente en Quito y Guayaquil. Ellos son en su gran mayoría de la religión católica.